# なんでんかんでんフーズ
なんでんかんでんフーズ株式会社は、東京都を中心に博多ラーメン店「なんでんかんでん」を運営している企業である。代表取締役社長は川原ひろし。

## 概要
1987年7月8日、川原ひろし（川原浩史）が、東京都世田谷区羽根木の環状7号線沿いに豚骨ラーメン店「なんでんかんでん」を開店した。店名は、元々博多弁で「なんでもかんでも」という意味で、開店時に店名をどうするか同級生に相談したところ「そげな名前なんて、なんでんかんでんよかろうもん」と返答されたことに由来する。
当時、東京では珍しかった博多の濃厚な豚骨ラーメンを出す店として繁盛し、東京に豚骨ラーメンを根付かせ、ラーメンブームの一端を担った店として知られている。
また、海苔に印刷をした「プリントのり」をラーメンにのせており、公式サイトでは「プリントのり」は株式会社大政の代表、大島政則となんでんかんでんの共同開発した特許商品と紹介している。なんでんかんでんと大政は関連会社となっており、川原ひろしは神奈川県横須賀市で大政の関連会社セレモニーサポート・オンリーワン協同組合が経営する葬祭場の理事となっている。
最盛期は、深夜営業にもかかわらず毎夜1000人を超える人が行列を作り、店前に違法駐車、騒音、悪臭、そして度重なる交通事故も相次ぎ、なんでんかんでん渋滞と言われるようになった。また半年以上に渡ってパトカーが常駐するなどして社会問題となった。その後、やっと借りられた専用駐車場もわずか数年で立ち退きを迫られ、再び迷惑駐車、交通渋滞、また近隣住民の反対等の問題が再燃。売り上げも激減、2012年11月6日に本店が閉店した。閉店後、2013年2月に新店舗をオープンさせるとしていたが、その後の動きはなかった。川原が後に明らかにしたところでは、渋谷区幡ヶ谷の高層ビルに移転する予定がほぼ決まっていたが、スープの仕込み時に出る匂いが大家さんの対策として換気扇を設置するのに500万円かかることが判明し、結局取りやめになったという。
本店の閉店を機に問い合わせが複数あったことから、義兄が経営していた金沢店を核としたフランチャイズ展開にも進出したが、2015年までに全店舗を閉店している。その後2016年を目途にちゃんぽんを中心とした業態で再開するとしていたが、再開には至らず、2017年時点では川原が個人的に付き合いのある店（ラーメン専門店ではない）でメニューの一つとしてラーメンを販売するにとどまっていた。
2018年9月に高円寺駅南口に再オープンした。なおスープは、仕込み時の悪臭に配慮して店舗ではなくセントラルキッチンで仕込んだものを使う方式に変更した。
2020年1月17日から渋谷肉横丁に移転したが、オープンしたばかりの店舗であったが翌月からの新型コロナウイルス感染症の流行の影響を受け6月に閉店した。2021年12月に西新宿7丁目小滝橋通り店をオープンするも、2024年11月29日付で閉店した。

## 関連図書
- 『博多ラーメン なんでんかんでんの作り方』（川原ひろし著 日経BP社 1999年 ISBN 482224136X）